# DJ 오카와리
DJ 오카와리(영어: DJ Okawari)는 일본의 디스크자키, 작곡가, 재즈 음악가이다. 주로 재즈 음악을 작곡하며, 그의 앨범은 대부분 사람 얼굴의 옆모습에 꽃이나, 나비 등을 그려넣은 그림을 표지로 쓰는 것으로 유명하다. 2012년에는 2집 앨범인 《Mirror》의 수록곡 중 하나인 《Luv Letter》가 2010년 동계 올림픽 피겨 스케이팅의 갈라쇼에서 일본의 피겨 스케이팅 선수인 다카하시 다이스케의 갈라쇼의 배경음악으로 쓰여 일본 내에서 화제를 모았고, 그 때문에 해당 곡이 아이튠즈 재팬에서 1위를 기록하기도 했다. 2012년에는 대한민국을 방문하여 공연하였다. 대표곡으로는 《Flower Dance》 등이 있다.

## 음반

### 정규 앨범
- 《Diorama》 - 2008년
- 《Mirror》 - 2009년
- 《Kaleidoscope》 - 2011년
- 《Compass》 - 2017년
- 《Restore》 - 2018년
- 《Perfect Blue》 - 2018년
- 《Nightfall》 - 2019년

### 싱글 앨범
- 《A Cup Of Coffee》
- 《Animal Forest, Bluebird Story》